# Christian Eberhardt Mushardt
Christian Eberhardt Mushardt (død 30. marts 1732) var en dansk officer.

## Biografi
Mushardt var født i Bremen Stift. Fyrværker i København blev han 1698, gjorde i 1701 en kampagne med ved den hollandske armé. Han blev 1704 stykjunker, 1707 stykløjtnant, 1708 og 1709 deltog han med orlov i kampagnerne i Brabant. 1710 blev han fyrværkerkaptajn i Holsten, og da kongen havde lovet ham det første vakante kompagni, fik han 1711 kompagniet på Kronborg. Samme år kom han med til felts og vandt ved sit forhold foran Wismar i den grad kongens nåde, at han i begyndelsen af 1712 fik karakter som oberstløjtnant af infanteriet. Da han samme år igen udmærkede sig foran Stade, blev han karakteret oberst af infanteriet og fik 200 rigsdalers tillæg. I begyndelsen af 1713 kaldtes han over til kongen i Husum, senere ordnede han materiellet, som skulle til Pommern. I 1715 blev han kaldt over til kongen til Stralsunds belejring. I 1717 fik han ordre at gå til Gulland som chef for artilleriet, men blev i stedet sendt til Norge, hvor han blev chef for norske artilleri, som han så kommanderede under resten af krigen. Efter freden ordnede han Norske Artillerikorps og blev i Norge, til han i 1727 forflyttedes til København som chef for Danske Artillerikorps. Han blev 1728 generalmajor og døde 30. marts 1732.
Mushardt var ikke alene en dygtig feltartillerist, men også en kundskabsrig mand, der forstod sig godt på sit våben. Artilleriet besidder endnu et manuskript om artilleriet, om hvilket det antages, at en del er samlet af ham.
Mushardt var to gange gift: 1. gang 1710 med Maria Elisabeth Maul (ca. 1692 - ca. 1720), en datter af
generalmajor Martin Maul og dennes første hustru; 2. gang 1721 med Magdalene Elisabeth Ocksen (1671-1737), en datter af silke- og klædekræmmer Thomas Ocksen og Elisabeth Thofall.